# Albert Jorquera
Albert Jorquera Fortia (ur. 3 marca 1979 w Bescanó) – piłkarz hiszpański grający na pozycji bramkarza.

## Życiorys
Jorquera do Barcelony trafił z małego klubu Vilobí CF 2 listopada 1994. Przez dwa lata gry w juniorskich drużynach, przez następne dwa lata awansował do Barçy C (1998/1999), a następnie do Barçy B (1999/2000).
Kolejne dwa sezony bramkarz spędził na wypożyczeniach do zespołów niższej ligi hiszpańskiej: AD Ceuta i CE Mataró. Po powrocie z wypożyczenia trafił do drużyny Barçy B. Z miejsca stał się podstawowym graczem na sezon 2002/2003.
Do pierwszej drużyny zawitał w sezonie 2003/2004 jako trzeci bramkarz. Miał być zmiennikiem dla Víctora Valdésa i nowego gracza w klubie Rüştü Reçbera. Debiutował w Barcelonie 17 stycznia 2004 na Camp Nou przeciwko Athleticowi Bilbao.
10 sierpnia 2010 ogłosił zakończenie kariery piłkarskiej, po której zamierza poświęcić się rodzinnemu biznesowi.

### FC Barcelona(Hiszpania)
- 2005/2006 Superpuchar Hiszpanii
- 2004/2005 Mistrzostwo
- 2008/2009 Liga Mistrzów
- 2008/2009 Mistrzostwo ligi hiszpańskiej
- 2008/2009 Puchar Gampera
- 2008/2009 Copa del Rey